# 4月9日 (旧暦)
旧暦4月9日（きゅうれきしがつここのか）は、旧暦4月の9日目である。六曜は赤口である。

## できごと
- 天平勝宝4年（ユリウス暦752年5月26日） - 奈良・東大寺の蘆舎那仏（大仏）の開眼供養[要出典]
- 嘉承元年（ユリウス暦1106年5月13日） - 奇星出現の為、長治より嘉承に改元
- 治承4年（ユリウス暦1180年5月5日） - 後白河法皇の皇子・以仁王が平氏追討の令旨を発する
- 天正12年（グレゴリオ暦1584年5月18日） - 小牧・長久手の戦い。羽柴秀吉と織田信雄・徳川家康連合軍が合戦。秀吉軍の池田恒興らが家康軍の榊原康政らに敗れる

## 誕生日
- 天保11年（グレゴリオ暦1840年5月10日） - 跡見花蹊、教育者、跡見学園の創設者（+ 1926年）

## 忌日
- 開化天皇60年（ユリウス暦紀元前98年5月23日） - 開化天皇、9代天皇（* 紀元前208年）
- 用明天皇2年（ユリウス暦587年5月21日） - 用明天皇、31代天皇・聖徳太子の父
- 嘉禎3年（ユリウス暦1237年5月5日） - 藤原家隆、歌人・『新古今和歌集』撰者（* 1158年）
- 天正12年（グレゴリオ暦1584年5月18日） - 池田恆興、武将（* 1536年）
- 天正12年（グレゴリオ暦1584年5月18日） - 森長可、武将（* 1558年）